# Randy Lewis (lekkoatleta)
Randy Lewis (ur. 15 listopada 1978 w Saint Andrew) – grenadyjski lekkoatleta specjalizujący się w trójskoku. Dwukrotnie reprezentował Grenadę na igrzyskach olimpijskich. Jego życiowym rekordem jest 17,49 m osiągnięty w maju 2008 w São Paulo jest także rekordem Grenady w trójskoku.

## Osiągnięcia
| Rok  | Impreza                                  | Miejsce        | Konkurencja | Lokata      | Wynik |
| ---- | ---------------------------------------- | -------------- | ----------- | ----------- | ----- |
| 1996 | CARIFTA Games                            | Kingston       | Skok w dal  | 7. miejsce  | 7,09  |
| 1996 | CARIFTA Games                            | Kingston       | Trójskok    | 3. miejsce  | 14,97 |
| 1997 | CARIFTA Games                            | Bridgetown     | Skok w dal  | 5. miejsce  | 7,11  |
| 1997 | CARIFTA Games                            | Bridgetown     | Trójskok    | 2. miejsce  | 15,66 |
| 2002 | Igrzyska Wspólnoty Narodów               | Manchester     | Skok w dal  | 8. miejsce  | 7,63  |
| 2004 | Letnie igrzyska olimpijskie              | Ateny          | Trójskok    | 28. miejsce | 16,33 |
| 2005 | Mistrzostwa Ameryki Środkowej i Karaibów | Nassau         | Trójskok    | 5. miejsce  | 16,83 |
| 2005 | Mistrzostwa świata                       | Helsinki       | Trójskok    | 24. miejsce | 16,11 |
| 2006 | Igrzyska Wspólnoty Narodów               | Melbourne      | Trójskok    | 6. miejsce  | 16,53 |
| 2006 | Światowy Finał IAAF                      | Stuttgart      | Trójskok    | 7. miejsce  | 16,73 |
| 2007 | Igrzyska Panamerykańskie                 | Rio de Janeiro | Trójskok    | 7. miejsce  | 16,42 |
| 2007 | Światowy Finał IAAF                      | Stuttgart      | Trójskok    | 4. miejsce  | 17,21 |
| 2008 | Halowe mistrzostwa świata                | Walencja       | Trójskok    | 9. miejsce  | 16,77 |
| 2008 | Letnie igrzyska olimpijskie              | Pekin          | Trójskok    | 15. miejsce | 17,06 |
| 2008 | Światowy Finał IAAF                      | Stuttgart      | Trójskok    | 3. miejsce  | 17,01 |
| 2009 | Mistrzostwa świata                       | Berlin         | Trójskok    | 18. miejsce | 16,73 |
| 2009 | Światowy Finał IAAF                      | Saloniki       | Trójskok    | 7. miejsce  | 16,46 |
| 2010 | Halowe mistrzostwa świata                | Doha           | Trójskok    | 17. miejsce | 16,28 |
| 2010 | Colorful Daegu Pre-Championships Meeting | Daegu          | Trójskok    | 1. miejsce  | 17,01 |
| 2010 | Igrzyska Ameryki Środkowej i Karaibów    | Mayagüez       | Trójskok    | 2. miejsce  | 17,20 |
| 2010 | Igrzyska Wspólnoty Narodów               | Delhi          | Trójskok    | 6. miejsce  | 16,73 |